# Siliqua squama
Siliqua squama är en musselart som beskrevs av de Blainville 1824. Siliqua squama ingår i släktet Siliqua och familjen knivmusslor. Inga underarter finns listade i Catalogue of Life.